# Alojz Uran
Alojz Uran, slovenski nadškof in pedagog, * 22. januar 1945, Spodnje Gameljne, † 11. april 2020, Ljubljana.

## Življenjepis
Alojz Uran se je rodil 22. januarja 1945 v Spodnjih Gameljnah, v župniji  Šmartno pod Šmarno goro. Bil je zadnji - tretji otrok kmečkih staršev. Leta 1964 je maturiral na bežigrajski gimnaziji, nato je študiral na teološki fakulteti.
Po končanem študiju ga je 29. junija 1970 takratni ljubljanski nadškof Jožef Pogačnik posvetil v duhovnika. 12. julija 1970 je imel novo mašo v rojstni župniji Šmartno pod Šmarno goro. Prvi duhovniški poklic je imel kot stolni vikar oz. kaplan v župniji sv. Nikolaja v Ljubljani. Tam je bil vse do leta 1973, ko je odšel na študij v Rim, kjer je bil do leta 1977 in opravil katehetsko  pedagoško specializacijo.  Tega leta je postal rektor malega semenišča pri sv. Petru v Ljubljani. Leta 1980 je bil imenovan za župnika  v župniji Ljubljana - Šentvid. 
Papež Janez Pavel II. ga je 16. decembra 1992 imenoval za ljubljanskega pomožnega škofa, 31. istega meseca pa je bil imenovan za kanonika in dekana stolnega kapitlja ter arhidiakona prvega arhidiakonata. 6. januarja 1993 je bil v Rimu posvečen v škofa, ob posvetitvi si je izbral škofovsko geslo: »Da, Oče.«
16. marca 1994 je na pobudo zveze borcev na Javorovici pod Gorjanci daroval mašo zadušnico za padle partizane.
Bil je član Škofijskega in Medškofijskega katehetskega sveta, član in voditelj Komisije za duhovne poklice ter predavatelj na Teološko-pastoralni šoli. Pripravljal je tudi prvi papežev obisk leta 1996. Od leta 2000 do 2006 je bil delegat Slovenske škofovske konference za Slovence po svetu.

### Ljubljanski nadškof
Papež Janez Pavel II. ga je 25. oktobra 2004 imenoval za ljubljanskega nadškofa in metropolita, umeščen je bil 5. decembra 2004. 6. decembra 2004 je bil imenovan za podpredsednika Slovenske škofovske konference.
21. januarja 2005 je bil imenovan za člana 7. razreda za svetovne religije pri Evropski akademiji znanosti in umetnosti. 16. marca 2007 je bil s strani slovenskih škofov izvoljen za predsednika Slovenske škofovske konference.
28. novembra 2009 je papež Benedikt XVI. sprejel njegov odstop s položaja ljubljanskega nadškofa in metropolita, za katerega je zaprosil zaradi slabega zdravstvenega stanja. Na Tržaškem je živel do leta 2016, ko mu je novi papež Frančišek dovolil vrnitev v domovino. 

### Smrt
Po bolezni je umrl 11. aprila 2020, na veliko soboto, v ljubljanskem Hospicu. Zaradi epidemije virusa SARS-CoV-2, ki je bila ravno takrat na vrhuncu, je maša zadušnica v ljubljanski stolnici potekala ob prisotnosti le nekaj družinskih članov. Mašo je daroval ljubljanski nadškof in metropolit Stanislav Zore, somaševali pa so pomožna škofa Anton Jamnik in Franc Šuštar ter duhovnika Sebastijan Likar in Ivan Jagodic. Alojza Urana so pokopali v grobnici kapele sv. Andreja poleg pokojnega nadškofa Alojzija Šuštarja. Mašo zadušnico sta neposredno prenašala Televizija Slovenija in Radio Ognjišče.